# Playboys (album)
Playboys – druga płyta fińskiego zespołu The Rasmus wydana w 1997.

## Lista utworów
1. Playboys – 2:58
2. Blue – 4:22
3. Ice – 2:45
4. Sophia – 2:42
5. Wicked Moments – 2:56
6. Well Well – 3:19
7. Sold – 3:54
8. Carousel – 1:44
9. Jailer – 2:51
10. Kola – 3:42
11. Raggatip – 3:22
12. Violence – 2:20
13. Panda – 2:50